# 蓬田テレビ中継局
蓬田テレビ中継局（よもぎたテレビちゅうけいきょく）は、福島県石川郡平田村に置かれているテレビ中継局。

## 概要
- 当テレビ中継局は、当村と須賀川市・郡山市の市村境にある蓬田岳に置かれ、平田村・郡山市・田村郡小野町の各一部へ電波を発射している。

## 中継局概要

### 地上デジタルテレビ放送
| 放送局名          | リモコンキーID | 物理チャンネル | 空中線電力 | ERP  | 放送対象地域 | 放送区域内世帯数 | 開局年月日     |
| ----------------- | -------------- | -------------- | ---------- | ---- | ------------ | ---------------- | -------------- |
| NHK福島総合テレビ | 1              | 16ch           | 300mW      | 1.1W | 福島県       | 1100世帯         | 2009年12月25日 |
| NHK福島教育テレビ | 2              | 13ch           | 300mW      | 1.1W | 全国         | 1100世帯         | 2009年12月25日 |
| FCT福島中央テレビ | 4              | 22ch           | 300mW      | 1.1W | 福島県       | 1100世帯         | 2009年12月25日 |
| KFB福島放送       | 5              | 19ch           | 300mW      | 1.1W | 福島県       | 1100世帯         | 2009年12月25日 |
| TUFテレビユー福島 | 6              | 20ch           | 300mW      | 1.1W | 福島県       | 1100世帯         | 2009年12月25日 |
| FTV福島テレビ     | 8              | 18ch           | 300mW      | 1.1W | 福島県       | 1100世帯         | 2009年12月25日 |

- 2008年11月25日予備免許交付・試験放送開始、12月24日本免許交付、12月25日本放送開始。

### 地上アナログテレビ放送
| 放送局名          | チャンネル | 空中線電力        | ERP                 | 放送対象地域 | 放送区域内世帯数 | 備考              |
| TUFテレビユー福島 | 24ch       | 映像3W /音声750mW | 映像9.7W /音声2.4W  | 福島県       | 1293世帯         | ※下記に詳細を記述 |
| NHK福島教育テレビ | 28ch       | 映像3W /音声750mW | 映像12.5W /音声3.2W | 全国         | 1293世帯         | ※下記に詳細を記述 |
| NHK福島総合テレビ | 30ch       | 映像3W /音声750mW | 映像12.5W /音声3.2W | 福島県       | 1293世帯         | ※下記に詳細を記述 |
| FCT福島中央テレビ | 32ch       | 映像3W /音声750mW | 映像9.7W /音声2.4W  | 福島県       | 1293世帯         | ※下記に詳細を記述 |
| FTV福島テレビ     | 34ch       | 映像3W /音声750mW | 映像9.7W /音声2.4W  | 福島県       | 1293世帯         | ※下記に詳細を記述 |
| KFB福島放送       | 36ch       | 映像3W /音声750mW | 映像9.7W /音声2.4W  | 福島県       | 1293世帯         | ※下記に詳細を記述 |

※印の補足…2011年7月24日で廃局となる予定だったが、東日本大震災の影響で廃局が、2012年3月31日まで延期された。

## 置局住所
- 石川郡平田村蓬田新田の蓬田岳